# Miho Yoshioka (Schauspielerin)
Miho Yoshioka (jap. 吉岡 美穂, Yoshioka Miho; * 3. Februar 1980 in Higashiōsaka, Präfektur Osaka) ist eine japanische Schauspielerin und Model.

## Leben
Mit nur sechs Jahren bekam sie ihre erste Besetzung in der Fernsehserie Shimura Ken no Bakatonosama. Danach konzentrierte sie sich auf ihre schulische Ausbildung. Die nächste Rolle folgte erst 2002 mit Taiho Shichau zo wo sie in insgesamt neun Episoden mitwirkte. 2003 war sie in Godzilla: Tokyo SOS als Kampfpilotin Azusa Kisaragi in einer Hauptrolle zu sehen. 2004 wirkte sie an den Miniserien Denchi ga Kireru made und Kurokawa no Techō mit. Es folgten kleinere Rollen in zwei weiteren TV-Serien und in Kinoproduktionen.
Seit November 2006 ist sie mit dem japanischen Sänger und Schauspieler Yoshikazu Hine, bekannt unter seinem Künstlernamen Izam, verheiratet. Gemeinsam haben sie einen Sohn.

## Filmografie
- 1986: Shimura Ken no Bakatonosama
- 2002: Taiho Shichau zo
- 2003: Ganryujima
- 2003: Godzilla: Tokyo SOS
- 2004: Denchi ga Kireru made
- 2004: Kurokawa no Techō
- 2004–2005: Matthew’s Best Hit TV
- 2005: Miracle
- 2006: LoveDeath
- 2006: Taiyō no Kizu
- 2007: Anata o Wasurenai